# Marita Payne-Wiggins
Marita Payne-Wiggins (geb. Payne; * 7. Oktober 1960 auf Barbados) ist eine ehemalige kanadische Sprinterin barbadischer Herkunft, die ihre größten Erfolge im 400-Meter-Lauf hatte.

## Leben
Bei den Panamerikanischen Spielen 1979 in San Juan wurde sie Siebte über 400 Meter und gewann mit der kanadischen Mannschaft in der 4-mal-400-Meter-Staffel Bronze.
1982 erreichte sie bei den Commonwealth Games in Brisbane über 400 Meter das Halbfinale und holte mit dem kanadischen Team in der 4-mal-100-Meter-Staffel Silber. Im Jahr darauf gewann sie über 200 Meter Silber bei der Universiade und wurde bei den Weltmeisterschaften 1983 in Helsinki Fünfte über 400 Meter. Außerdem belegte sie dort mit der kanadischen 4-mal-400-Meter-Stafette den vierten und mit der 4-mal-100-Meter-Stafette den fünften Rang.
Den Höhepunkt ihrer Karriere erlebte sie bei den Olympischen Spielen 1984 in Los Angeles. Als Schlussläuferin führte sie die kanadische 4-mal-400-Meter-Stafette gemeinsam mit Charmaine Crooks, Jillian Richardson und Molly Killingbeck zur Silbermedaille. Eine weitere Medaille gewann sie in der 4-mal-100-Meter-Staffel. Die kanadische Mannschaft belegte in der Aufstellung Angela Bailey, Payne-Wiggins, Angella Taylor und France Gareau ebenfalls den zweiten Platz. In beiden Fällen mussten sich die Kanadierinnen nur den US-amerikanischen Stafetten geschlagen geben. Darüber hinaus wurde Payne im 400-Meter-Lauf Vierte. Ihre Zeit von 49,91 s aus dem Finale hat noch heute (April 2010) als kanadischer Landesrekord Bestand.
1986 wurde sie bei den Commonwealth Games in Edinburgh Vierte über 400 Meter und siegte mit der kanadischen 4-mal-400-Meter-Stafette.
1987 wurde sie bei den Panamerikanischen Spielen in Indianapolis Siebte über 400 Meter und gewann mit der kanadischen 4-mal-400-Meter-Stafette Silber. Bei den Weltmeisterschaften in Rom belegte Payne-Wiggins mit der 4-mal-400-Meter-Stafette wie schon vier Jahre zuvor den vierten Platz. Über 400 Meter scheiterte sie in der Halbfinalrunde. Das gleiche Schicksal ereilte sie bei den Olympischen Spielen 1988 in Seoul. Mit der 4-mal-400-Meter-Stafette stand sie dagegen erneut im Finale. Allerdings erreichte die kanadische Mannschaft das Ziel dort nicht.
1981 und 1984 wurde sie kanadische Meisterin und für die Florida State University startend 1982 und 1984 NCAA-Meisterin.
Marita Payne-Wiggins besuchte die Florida State University und ist mit dem ehemaligen NBA-Spieler Mitchell Wiggins verheiratet. Mit Mitchell hat Payne-Wiggins sechs Kinder, darunter eines der größten Talente des Basketballs, Andrew Wiggins. Andrew wurde im Jahre 2014 an erster Stelle durch die Cleveland Cavaliers gezogen und spielt seitdem in der NBA, aktuell für die Golden State Warriors .

## Bestleistungen
- 100 m: 11,43 s, 2. April 1983, Tallahassee
- 200 m: 22,62 s, 10. Juli 1983, Edmonton
- 400 m: 49,91 s, 6. August 1984, Los Angeles